# Dan Pettersson
Dan Pettersson (* 23. Januar 1963 in Stockholm) ist ein schwedischer Schauspieler.

## Leben
Dan Pettersson war als Theaterdarsteller in Südschweden aktiv. Zum Erlernen des professionellen Schauspielens kam er Mitte der 1990er-Jahre in die Vereinigten Staaten. Hier nahm er an einem Casting teil und konnte die kleine Rolle des Poker-spielenden Schweden Sven in dem Film Titanic erreichen.
Als Filmschauspieler war er danach nur noch in zwei Kleinst-Rollen zu sehen.

## Filmografie
- 1997: Titanic
- 1999: Rage – Irrsinnige Gewalt (It’s the Rage)
- 2000: Eldsjälen